# Jean-Féry Rebel

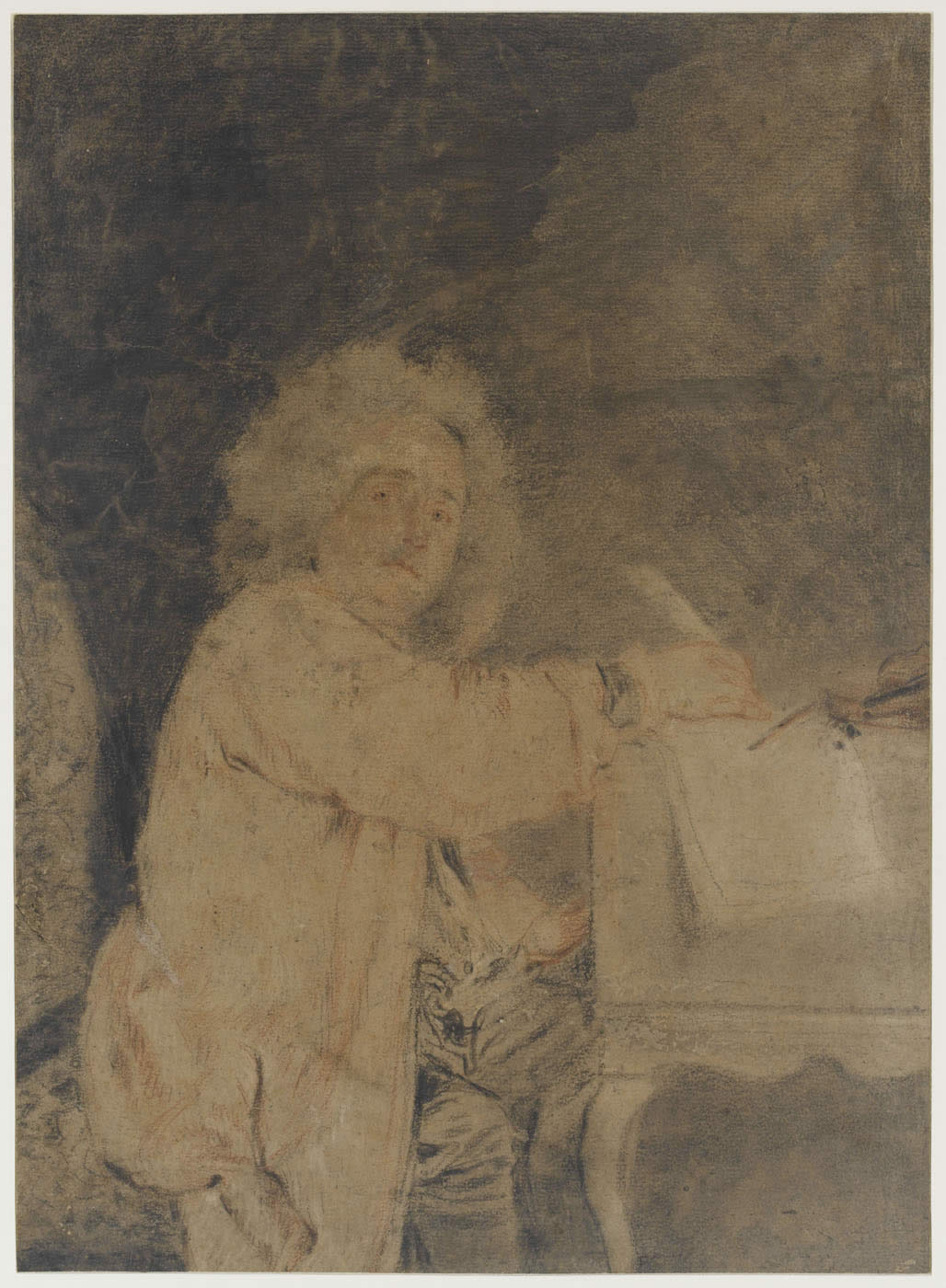
Jean-Féry Rebel

Jean-Féry Rebel (18 april 1666 - 2 januari 1747) was een Frans violist en componist uit de barokperiode.
Hij is vooral bekend gebleven om één compositie, het ballet "Les Eléments", gecomponeerd in 1737 toen Rebel 71 jaar oud was. Het werk is geschreven in de tijd dat de wetenschap langzaam opkomt en gaat over het ontstaan van de wereld volgens de opvattingen in die tijd. De titel slaat op de vier elementen; aarde, water, lucht en vuur, die worden uitgebeeld in de orkestratie. 
- Biblioteca Nacional de España: XX1637869
- Bibliothèque nationale de France: cb13898854w (data)
- CiNii: DA10080312
- Gemeinsame Normdatei: 119277557
- International Standard Name Identifier: 0000 0000 8390 2712
- Library of Congress Control Number: n81149017
- MusicBrainz: 174c5a97-bdf2-4b19-9882-73ca0d2fe477
- Bibliotheek van het Japanse parlement: 01030718
- Nationale Bibliotheek van Tsjechië: xx0026942
- Nationale Bibliotheek van Israël: 987007456452005171
- Nederlandse Thesaurus van Auteursnamen: 07324239X
- Istituto Centrale per il Catalogo Unico: CUBV132007
- LIBRIS: 206814
- SNAC: w6sn0qqm
- Système universitaire de documentation: 081475462
- Trove: 809135
- Virtual International Authority File: 66652866
- WorldCat: E39PBJwCTcrbWQ3bPJ8CHWPbBP